# Коммунар (Башкортостан)
Коммунар (баш. Коммунар) — деревня в Иглинском районе Республики Башкортостан Российской Федерации. Входит в состав Кальтовского сельсовета. 

## География

### Географическое положение
Находится на правом берегу реки Сим.
Расстояние до:
- районного центра (Иглино): 24 км,
- центра сельсовета (Кальтовка): 3 км,
- ближайшей ж/д станции (Иглино): 24 км.

## Население
| 2002 | 2009 | 2010 |
| ---- | ---- | ---- |
| 16   | ↗19  | →19  |

Национальный состав
Согласно переписи 2002 года, преобладающая национальность — русские (44 %).